# Georges Delerue
Georges Delerue (Roubaix, 12 de marzo de 1925-Los Ángeles, 20 de marzo de 1992) fue un compositor francés de música de cine.
Estudió en el Conservatorio de París y muy posteriormente entró en contacto con la nouvelle vague, de la que sería uno de los compositores preferidos: su música ha acompañado muchas películas del director François Truffaut.
Durante toda su vida alternó trabajos en Europa, en Hollywood y para la televisión.
El ambiente cultural y musical de su casa y su familia influyeron enormemente en él. Su abuelo dirigió un coro amateur, y su madre fue cantante y pianista. Así, el joven Georges ya tocaba el clarinete a los 14 años en el conservatorio de su ciudad, y aunque posteriormente tuvo que entrar a trabajar en una fábrica para ayudar económicamente a su familia, jamás dejó de lado la música, y se enroló en diferentes bandas y grupos musicales. Del clarinete saltó al piano, tutelado por una profesora, y estudió en profundidad a compositores como Bach, Mozart, Beethoven, Chopin y el que resultó ser su inspiración más reverenciada, Richard Strauss. Así, tras un período en que estuvo convaleciente de una enfermedad, decidió ser compositor de manera profesional.
Fue candidato al Óscar en cinco ocasiones, y lo obtuvo en una sola, por Un pequeño romance (1979).

## Filmografía parcial
- 1959: Hiroshima, mon amour —con Giovanni Fusco—, de Alain Resnais.
- 1960: A todo riesgo (Classe tous risques), de Claude Sautet.
- 1960: Disparen / Tirad sobre el pianista (Tirez sur le pianiste), de François Truffaut.
- 1961: Una larga ausencia (Une aussi longue absence), de Henri Colpi.
- 1961: L'affaire Nina B., de Robert Siodmak.
- 1962: Jules y Jim (Jules et Jim) de François Truffaut.
- 1962: Cartouche, de Philippe de Broca.
- 1962: El montacargas (Le monte-charge) de Marcel Bluwal.
- 1962: La delación (La Dénonciation), de Jacques Doniol-Valcroze.
- 1963: Hasta el fin del mundo (Jusqu'au bout du monde), de François Villiers.
- 1963: El guardaespaldas (L'aîné des Ferchaux), de Jean-Pierre Melville.
- 1963: El desprecio (Le mépris), de Jean-Luc Godard.
- 1963: Nunca pasa nada de Juan Antonio Bardem.
- 1964: El hombre de Río (L'homme de Rio), de Philippe de Broca.
- 1964: Cien mil dólares al sol (Cent mille dollars au soleil), de Henri Verneuil.
- 1964: La piel suave (La Peau douce), de François Truffaut.
- 1964: Siempre estoy sola (The Pumpkin Eater), de Jack Clayton.
- 1964: La otra mujer (L'autre femme), de François Villiers.
- 1964: La muerte no deserta (L'Insoumis), de Alain Cavalier.
- 1965: Los pianos mecánicos, de Juan Antonio Bardem.
- 1965: Las tribulaciones de un chino en China (Les tribulations d'un Chinois en Chine), de Philippe de Broca.
- 1965: ¡Viva María! (Viva Maria!), de Louis Malle.
- 1966: Un hombre de los dos reinos / para la eternidad (A Man for All Seasons), de Fred Zinnemann.
- 1966: Rey de Corazones (Le Roi de cœur), de Philippe de Broca.
- 1967: La hora 25 (La Vingt-cinquième Heure), de Henri Verneuil.
- 1967: El viejo y el niño (Le Vieil Homme et l'Enfant), de Claude Berri.
- 1967: Una maleta, dos maletas, tres maletas (Oscar), de Édouard Molinaro.
- 1967: A las nueve, cada noche (Our Mother's House), de Jack Clayton.
- 1969: El abuelo congelado.
- 1969: Ana de los mil días (candidato al Óscar).
- 1969: Paseo por el amor y la muerte.
- 1969: El conformista.
- 1971: Siete minutos.
- 1972: Chacal.
- 1973: El día del delfín (candidato al Óscar).
- 1973: La mujer de Juan.
- 1975: Lo importante es amar
- 1977: Julia (candidato al Oscar).
- 1977: Ven con mamá, papá trabaja.
- 1978: El amor en fuga.
- 1979: Un pequeño romance (premio Óscar a la mejor música original).
- 1981: Arresto preventivo
- 1981: Ricas y famosas.
- 1982: Algo más que colegas.
- 1983: Silkwood.
- 1983: Un cebo llamado Elizabeth.
- 1985: Agnes de Dios (candidato al Óscar).
- 1986: Salvador.
- 1986: Crímenes del corazón
- 1986: Platoon.
- 1986: El pecado de la inocencia.
- 1987: La casa de Carroll Street.
- 1988: Su coartada.
- 1988: Desventura de un recluta inocente.
- 1988: Los gemelos golpean dos veces (con Randy Edelman).
- 1989: Magnolias de acero.
- 1989: Siete minutos para morir.
- 1990: Joe contra el volcán.
- 1990: Cadence
- 1991: La historia de James Brady.
- 1991: La pequeña pícara
- 1992: Ella nunca se niega.
- 1992: Diên Biên Phu.

## Premios y distinciones
Premios Óscar
| Año  | Categoría                   | Película            | Resultado |
| ---- | --------------------------- | ------------------- | --------- |
| 1969 | Mejor banda sonora original | Ana de los mil días | Nominado  |
| 1974 | Mejor banda sonora original | El día del delfín   | Nominado  |
| 1978 | Mejor banda sonora original | Julia               | Nominado  |
| 1980 | Mejor banda sonora original | Un pequeño romance  | Ganador   |
| 1986 | Mejor Banda Sonora          | Agnes de Dios       | Nominado  |